# ویتسلاو وسلی
ویتسلاو وسلی (چکی: Vítězslav Veselý؛ زادهٔ ۲۷ فوریهٔ ۱۹۸۳) پرتاب‌گر نیزه اهل جمهوری چک است.
وی در مسابقات کشوری و بین‌المللی در مجموع برندهٔ ۳ مدال طلا، ۲ مدال نقره شده‌است.